# Evanton
Evanton oder Baile Eòghainn ist eine Ortschaft mit 1379 Einwohnern in der schottischen Council Area Highland beziehungsweise der traditionellen Grafschaft Ross-shire. Der Ort liegt rund 24 km nördlich von Inverness, zehn Kilometer nordwestlich von Dingwall und 6,5 km südöstlich von Alness nahe den Mündungen von Glass und Skiack in den Cromarty Firth. Evan Fraser von Balconie gründete den Ort 1810 zur Ansiedlung Vertriebener aus den Highland Clearances der westlich gelegenen Täler.